# Меланезійський соціалізм
Меланезійський соціалізм (фр. Socialisme mélanésien) — «регіональний» різновид соціалістичного вчення, вперше запропонований англіканським священиком отцем Волтером Ліні, який після здобуття незалежності 1980 року став першим прем'єр-міністром Республіки Вануату. Окрім Вануату, ідеї меланезійського соціалізму набули поширення в політичному житті Фіджі, Папуа Нової Гвінеї, Соломонових Островів і французького володіння Нова Каледонія.
Основні положення меланезійського соціалізму сформувались за зразком інших модифікацій соціалізму, що виникли під час деколонізації у XX столітті, — арабського, азійського й африканського соціалізму, особливо теорії «соціалізму уджмаа», сформульованої та запровадженої президентом Танзанії Джуліусом Ньєрере. Всі вони, як і меланезійський соціалізм, намагались поєднати європейські соціалістичні вчення (включаючи утопічний соціалізм зразка XIX століття, марксизм, народництво та християнський соціалізм) з особливостями національного історичного розвитку й місцевими культурно-релігійними традиціями.
Волтер Ліні вважав, що меланезійським суспільствам первинно були притаманні соціалістичні принципи, що знайшли своє відображення в місцевих звичаях, які підкреслюють колективістські уявлення про солідарність і взаємну допомогу, а також у спільному володінні й обробці землі. Отець Ліні, будучи англіканським священиком, також вірив у тотожність ідеалів соціалізму та християнства, вважаючи їх об'єднання запорукою реалізації специфічного «меланезійського шляху» до соціалізму.
У 1980-их роках Вануату, яка керувалось відповідно до ідей меланезійського соціалізму, підтримувала соціалістично орієнтовані країни Третього світу, а також революційні режими Куби та Лівії. Разом із тим, Ліні не вважав близькість з Радянським Союзом та іншими країнами східного блоку запорукою соціалістичного розвитку, надаючи перевагу неприєднанню до військово-політичних блоків і співпраці з іншими острівними державами Меланезії й Океанії (передусім, з Папуа Новою Гвінеєю та Соломоновими Островами). 1982 року він навіть висловився за формування Меланезійського федеративного союзу, в межах якого можна було б здійснити «відродження меланезійських цінностей».
Ідеї меланезійського соціалізму використовуються деякими національно-визвольними рухами. У Новій Каледонії існує іредентистський Канакський соціалістичний фронт народного визволення (FLNKS), об'єднання лівих партій, що відстоюють суверенітет острова й запровадження соціалістичної політики.